# Prekarno delo
Prekarno delo in prekarnost
Prekarnost lahko razumemo kot družbeno tendenco posploševanja socialne negotovosti, ki izvira iz sodobnega ekonomskega in zaposlovalnega sistema družbe . Slednji je utemeljen v idejah ekonomistov iz sedemdesetih let 20. stoletja, ki so razvijali neoliberalni ekonomski model. Pri tem so predpostavljali, da rast in razvoj temeljita na tekmovanju na trgu. Tako so razvili zahtevo, da se vsi vidiki življenja podredijo tržnim načelom. Na področju dela je to pomenilo, da so pričeli tveganja in negotovosti prenašati na zaposlene in njihove družine. Prekarizacijo- spremlja še sklicevanje delodajalcev in politikov na strahove o sposobnosti tekmovanja in konkuriranja v globaliziranem svetu, privatizacija storitev, produkcija v zadnjem možnem momentu in fleksibilno upravljanje s človeškimi viri.

## Razlika med redno zaposlitvijo in prekarnimi oblikami zaposlitve
Zakon o delovnih razmerjih – ZDR 1 (2013) določa obveznosti obeh strani, ki sta sklenili pogodbo o zaposlitvi.  Za delovno razmerje so značilni sledeči elementi: 
- delavec delo opravlja osebno;
- delo se opravlja nepretrgoma, kontinuirano;
- delavec za opravljeno delo prejema plačilo;
- delavec opravlja delo po navodilih in pod nadzorom delodajalca;
- delavec opravlja delo v organiziranem procesu delodajalca.

V skladu z zakonom o delovnih razmerjih je delodajalec obvezan, da:
- zagotavlja delo za katerega se je z delojemalcem dogovoril v pogodbi o zaposlitvi. Če ni drugače dogovorjeno mora delodajalec zagotoviti tudi vsa potrebna sredstva in delovni material, da lahko delavec nemoteno izpolnjuje svoje obveznosti. Omogočiti mu mora tudi prost dostop do poslovnih prostorov,
- plačuje delavca za opravljanje dela,
- zagotavlja varne delovne razmere,
- varuje delavčevo osebnost in njegovo dostojanstvo pri delu,
- varuje zasebnost in osebne podatke zaposlenih.

Bistvene razlike med redno zaposlitvijo in prekarnimi oblikami zaposlitve se kažejo v tem, da prekarni delavci v večini nimajo zagotovljenega plačila za preživetje, da so brez pravic plačanega dopusta in regresa, malice in povračila stroškov za prevoz. Delodajalci prekarnim delavcem, za razliko od redno zaposlenih, prav tako ne plačujejo prispevkov za pokojninsko in invalidsko zavarovanje, za zavarovanje za primer brezposelnosti in prispevkov iz naslovov starševskega varstva. Vse to vodi v šibko socialno varnost prekarno zaposlenih. Kalleberg te razlike in spremembe, ki jih predstavlja prekarizacija trga dela, povezuje z:
- upadom povezanosti z delodajalcem,
- povečanjem trajne brezposelnosti,
- rastjo dojete negotovosti zaposlitve,
- povečanjem števila nestandardnih oblik dela in priložnostnih del,
- pospešenim premikanjem tveganja iz delodajalca na delojemalca,

## Oblike prekarnih zaposlitev in regulacija trga dela
Prekarnost nastopa v več oblikah. Gre za delovne aktivnosti, ki se večinoma ne opravljajo v okviru delovnega razmerja, ki torej ne temeljijo na pogodbi o zaposlitvi. Prekarne oblike dela pa se lahko pojavijo tudi v delovnih razmerjih, če je pogodba o zaposlitvi sklenjena za določen čas ali pa s krajšim delovnim časom
Standing opozarja, da prekarno delo ne pomeni nujno tudi nizkih prihodkov. Tako opredeljuje prekariat, kot ljudi, ki nimajo sledečih sedmih oblik z delom povezane varnosti. Pri tem ni pomembno ali določeno obliko varnosti delavci dojemajo kot pomembno ali ne. Te oblike varnosti zaposlitve so:
- Varnost na trgu dela: zadostne priložnosti zaslužka; na makro ravni se to odseva v zavezi države za polno zaposlenost.
- Varnost zaposlitve: zaščita pred arbitrarno odpustitvijo; regulacija zaposlovanja in odpuščanja; kazni za delodajalce, ki se ne držijo pravil itn.
- Varnost službe: sposobnost in priložnost obdržati nišo v zaposlitvi, ukrepi za ohranjanje spretnosti, priložnosti za zvišanje statusa in prihodka.
- Varnost dela: varnost pri delu, ki zajema npr. preprečevanje nesreč in bolezni pri delu s pomočjo pravil o varnosti in zdravju, omejitev delovnega časa, samotnega dela, nočnega dela za ženske, kot tudi s kompenzacijami za delovne nezgode.
- Varnost razvijanja spretnosti: priložnost za pridobivanje novih spretnosti skozi vajeništvo, izobraževanje ob delu itd., kakor tudi priložnosti za uporabo kompetenc.
- Varnost prihodka: zagotovljen stabilen dohodek, ki ga ščiti npr. minimalna plača, indeksacija plač, obsežna socialna varnost, progresivno obdavčevanje, ki zmanjšuje neenakost in dopolnjuje nizke dohodke.
- Varnost zastopanja: imeti skupen glas na trgu dela, ki ga predstavljajo npr. neodvisni sindikati s pravico do stavke.

Pomanjkanje teh zagotovil je značilno  za različne oblike zaposlitev, ki so v Sloveniji opredeljene v ZDR 1, Zakonu o avtorskih in sorodnih pravicah in obligacijskem zakoniku, povzete pa v informacijski zloženki za prekarne delavce.Te oblike dela so:
- zaposlitev s krajšim delovnim časom,
- delo za določen čas,
- avtorska pogodba
- podjemna pogodba oz. pogodba o delu
- samozaposlitev
- študentsko delo
- pripravništvo
- agencijsko delo oz. delo pri delodajalcu, ki posreduje delovno silo in tako zagotavlja delavce drugemu uporabniku

Naštete oblike zaposlitve vodijo k zmanjšanju zaščite delavcev in prenesejo nanje dodatne odgovornosti. Posamezniki tako niso več zaposleni, temveč »prosti igralci« na slabo reguliranem trgu dela. Med dejavniki, ki naj bi prispevali k prekarizaciji  in vse večji pogostosti takšnih zaposlitev strokovnjaki navajajo):
- nizka gospodarska rast
- nezadostne kvalifikacije
- prehod v poindustrijsko, storitveno družbo
- povečanje deleža zaposlenih žensk
- t. i. outsourcing – globalizacija in možnost premeščanje proizvodnje in storitev v tujino
- slabljenje sindikatov
- deregulacija trga dela
- ideološki premiki v smeri individualizma in osebne odgovornosti za delo in družinsko življenje
- večanje konkurenčnosti z zmanjševanjem stroškov delovnega procesa (nižanje mase plač)

## Vpliv prekarnega dela na zdravje
Za delavce, ki so zaposleni v zgoraj naštetih oblikah zaposlitve velja, da se soočajo z drugačnimi težavami na delovnem mestu kot redno zaposleni, kar izhaja iz zgoraj naštetih razlik med redno in prekarno zaposlitvijo. Zaradi pomanjkanja regulacije in pogodbene zaščite, se prekarni delavci tako soočajo z drugačnimi razmerji moči na delovnem mestu, kar vodi do negotovosti glede:
- naslednje zaposlitve
- pogojev naslednje zaposlitve
- višine dohodka in dodatkov
- kraja naslednje zaposlitve
- urnika
- sodelavcev
- nadrejenih
- izbire možnih zaposlitev

Lewchuk, de Wolff, King in Polanyi tako govorijo o naporu pri iskanju naslednje zaposlitve, ki ga sestavljajo ravno naštete negotovosti in še negotovost glede nalog na naslednjem delovnem mestu in obremenitev, ki jih predstavlja negotovost zaposlenosti. Posamezniki se pri tem soočajo tudi s povečanim bremenom in trudom pri iskanju dela, potovanja med več zaposlitvami na več krajih, nenehnem prilagajanju na nova delovna okolja, sodelavce in nadrejene. Prav tako pa nosijo več odgovornosti za svoje izobraževanje, usposabljanje in delovno opremo. Nizki dohodki lahko ustvarijo negotovosti, med katere spada tudi sposobnost finančne samozadostnosti gospodinjstva. Prekarna zaposlitev pa ne pomeni le negotovosti in materialnega pomanjkanja, temveč tudi povzroča pomanjkanje spoštovanja in priznanja ter slabljenje pripadnosti socialnim omrežjem, ki bi sicer bila nujno potrebna za obvladovanje vsakdana. S prekarnostjo se povezuje tudi pomanjkanje delovne identitete.
V raziskavi Brinkmanna idr. so prekarni delavci v splošnem tudi poudarjali, da so njihove možnosti načrtovanja prihodnosti in njihovega življenja, v primerjavi z redno zaposlenimi, mnogo bolj omejene. Pomanjkanje socialne varnosti in socialna oddaljenost od normalnosti povzročata znižanje samozavesti, sram, bes in resignacijo. Odnosi do prekarnega dela in z njim povezana čustva pa se razlikujejo glede na starost, izobrazbo in druge dejavnike. Pogoji na sodobnem trgu dela privedejo tudi do tega, da iskalci zaposlitve z visoko stopnjo formalne izobrazbe sprejemajo delovna mesta, za katera menijo, da ne ponujajo plačila ali statusa, ki bi bil v skladu z njihovo izobrazbo. To lahko vodi do t. i. statusnega konflikta. V svojem pregledu učinkov prekarnega dela na zaposlene Benach idr. (2014) izpostavljajo še druge negativne psihološke posledice takšnih zaposlitev kot npr. povezanost s slabšim psihičnim blagostanjem, lažje oblike psihiatričnih in psiholoških težav, več predpisanih psihotropnih zdravil, pogostejše poročanje o utrujenosti, izčrpanosti in depresivnih simptomih.
O negativnih učinkih prekarnih zaposlitev na telesno zdravje govorijo tudi delavci v Kanadi. ki npr. poročajo o slabšem zdravju in višjem stresu v primerjavi z redno zaposlenimi. O poslabšanju zaposlitvenega zdravja in pogostejših poškodbah pri delu med prekarnimi delavci poročajo tudi Quinlan, Mayhew in Bohle (2001) ter Benach idr. (2014).

## Trendi in ukrepi proti prekarizaciji dela
V Sloveniji se lahko delavci, ki menijo, da njihov delodajalec krši delovnopravno zakonodajo obrnejo na Inšpektorat Republike Slovenije za delo . V primerih, ko gre za neizpolnjevanje pogodbenih obveznosti, ki so nastale ob sklenitvi npr. pogodbe o delu, lahko delavec svoje pravice zaščiti z uveljavljanjem klasičnih civilnopravnih zahtevkov . Poleg tega pa lahko delavec uveljavlja obstoj delovnega razmerja, če ugotovi, da so v njegovi zaposlitvi prisotni vsi elementi delovnega razmerja. 
Mednarodna organizacija dela je leta 2011 objavila tudi zbornik simpozija »Regulacija in politike zmanjševanja prekarnega dela« . V objavljenem dokumentu poziva k spodbujanju solidarnosti za prekarne delavce med redno zaposlenimi. Prav tako se zavzema za gradnjo mednarodne solidarnosti s pomočjo mednarodnih okvirnih dogovorov in nadzornih mehanizmov MOD, pri čemer se naj bi organiziralo kampanje za vladna pravila in uredbe, ki bi preprečevale zlorabo začasnih zaposlitev, zaposlitev s skrajšanim delovnim časom, agencijsko delo in ostale nejasne pogodbene dogovore, s katerimi se delavcem le jemlje njihove pravice, ki izhajajo iz delovnega razmerja. Hkrati predlagajo tudi izboljšanje in razširitev kolektivnih pogodb, ki omogočajo kolektivna pogajanja na ravni podjetij in industrijskih panog. Kot primer takšne uspešne prakse MOD navaja nemški sindikat IG Metall, ki je dosegel kolektivno pogodbo za celotno jeklarsko industrijo, v kateri so določili, da mora primarni delodajalec skrbeti za enakopravno plačilo agencijskih delavcev. 
MOD pa opozarja tudi na splošne zahteve boja proti prekarnemu delu. Regulacija prekarnega dela bo zahtevala posege v gospodarsko in socialno politiko, vključujoč trdno socialno varovalno mrežo, plačo, ki zagotavlja eksistenčni minimum, zmanjševanje nihanj finančnih trgov, krepitev davčne baze in javne storitve ter javne investicije za inkluzivno, produktivno in trajnostno usmerjeno družbo. Prav tako je nujno, da plače rastejo v skladu z rastjo produktivnosti in da se preprečuje nepošteno tekmovanje na trgu dela. Izdelani sistemi socialne varnosti namreč krepijo sposobnost delavcev, da zavračajo prekarna delovna mesta. 
Nadalje so potrebne spremembe pravnih okvirov, da se zagotovi zaščito prekarnih delavcev, ki bo vsaj takšna kot za vse ostale delavce. Pri čemer pa MOD izpostavlja, da so, zaradi praks globalnih podjetij, ki izkoriščajo meddržavne razlike v regulaciji trga dela, nujne mednarodne iniciative na področju regulacije trga dela.
Ne glede na vse razloge in prizadevanja za prekarizacijo oz. prožno varnost zaposlitev Tangian (2005) ugotavlja, da ima prožnost zaposlitve najbolj negativne učinke na zaposljivost. Prav tako ugotavlja, da se premika od dohodkovne varnosti k visoki zaposljivosti ne da konsistentno implementirati. Njegova študija namreč kaže, da visoka zaposljivost v okviru prožne zaposlitve ni mogoča.